# IPhone OS 2
iPhone OS 2 ist die zweite Version von dem mittlerweile umbenanntem iOS-Betriebssystem des Unternehmens Apple Inc. Es wurde am 17. Juni 2009 von iPhone OS 3 abgelöst.

## Neuerungen
Die wichtigste Neuerung ist der App Store, der es möglich macht, Drittanbieter-Apps auf dem iPhone oder iPod touch zu installieren. Vor der Veröffentlichung veranstaltete Apple eine Keynote, um das iPhone Software Development Kit (kurz SDK) anzukündigen. Die überarbeitete Mail-App verfügt nun über Push-E-Mails, die ständig aktiv sind. Die Kontakte-App verfügt über ein neues Startbildschirmicon, das aber nur auf dem iPod touch verfügbar ist. Nach dem Update auf iPhone OS 2.2 wurden Google-Maps-Funktionen hinzugefügt, beispielsweise Google Street View. Einstellungen wurde um Funktionen erweitert, zum Beispiel die Möglichkeit Standortdienste ein- oder auszuschalten oder WLAN im Flugzeugmodus wieder einzuschalten.

## Unterstützte Geräte
Alle Geräte, die iPhone OS 1 unterstützen, unterstützen auch iPhone OS 2.

### iPhone
- iPhone 2G
- iPhone 3G

### iPod touch
- iPod touch 1
- iPod touch 2